# Jungermannites
Jungermannites là một chi rêu trong họ Jungermanniaceae.